# Besenreepsee
Der Besenreepsee ist ein See im Ortsteil Düsterförde in der Gemeinde Godendorf im Landkreis Mecklenburgische Seenplatte. Der See liegt in einem Nadelwaldgebiet an der Bundesstraße 96 und der Eisenbahnlinie von Neustrelitz nach Fürstenberg/Havel. Er hat eine Nord-Süd-Ausdehnung von etwa 200 Metern und eine West-Ost-Ausdehnung von etwa 430 Metern.